# Риттер, Скотт Уильям
Уи́льям Скотт Ри́ттер-младший (англ. William Scott Ritter, Jr.; род. 15 июля 1961, Гейнсвилл, Флорида) — бывший американский морпех-разведчик, бывший Инспектор ООН по вооружениям в Ираке (1991—1998), колумнист The Huffington Post (2014—2017). Американец немецкого происхождения.
Известен как критик внешней политики США на Ближнем Востоке. Перед вторжением в Ирак в марте 2003 года Риттер заявил, что Ирак не обладает значительным потенциалом оружия массового поражения (ОМП), став, согласно The New York Times, «самым громким и заслуживающим доверия скептиком утверждения администрации Буша о том, что Хусейн прячет оружие массового уничтожения».
Риттер — один из иностранных экспертов, на которых активно опирается российская пропаганда с начала вторжения на Украину. Часто появляется на российских каналах, на его комментарии ссылаются российские посольства во многих странах. Создаёт публицистические материалы для российской государственной медиакомпании Russia Today.
В 2011 году был осуждён за незаконный контакт с несовершеннолетней и по пяти другим обвинениям. Свою вину не признал. Был освобождён условно-досрочно после 2,5 лет тюремного заключения.

## Биография
Родился в семье военного в 1961 году в городе Гейнсвилле (штат Флорида). В 1979 году окончил американскую среднюю школу в Кайзерслаутерне (ФРГ), а затем с отличием Колледж Франклина и Маршалла в Ланкастере (штат Пенсильвания) со степенью бакалавра гуманитарных наук в области истории СССР.

### Военное прошлое
В 1980 году начал службу в армии США рядовым. В мае 1984 года был назначен офицером разведки в Корпус морской пехоты США. На этой должности он прослужил около 12 лет. Он стал ведущим аналитиком Сил быстрого развертывания морской пехоты по вопросам советского вторжения в Афганистан и ирано-иракской войны.
Научная работа Риттера была сосредоточена на изучении басмачества в советской Средней Азии в 1920-х и 1930-х годах, в том числе биографий командиров басмачей Фузайла Максума и Ибрагим-бека.
Во время «Бури в пустыне» служил советником генерала Нормана Шварцкопфа по баллистическим ракетам. Позже работал консультантом по безопасности и военным вопросам в сети Fox News. Согласно интервью, которое он дал Democracy Now! в 2003 году, также имел «длительные отношения официального характера с агентством внешней разведки британской МИ-6».

### Военный инспектор
Руководил разведывательными операциями для Организации Объединённых Наций с 1991 по 1998 год в качестве инспектора ООН по вооружениям в Ираке в Специальной комиссии Организации Объединённых Наций (ЮНСКОМ), которой было поручено найти и уничтожить все виды оружия массового поражения и соответствующие производственные мощности для их выпуска в Ираке. Он был главным инспектором в четырнадцати из более чем тридцати инспекционных миссий, в которых участвовал.
Входил в группу инспекторов ЮНСКОМ по вооружениям, которые регулярно отправляли снимки, сделанные с самолёта Lockheed U-2, в Израиль для анализа, поскольку ЮНСКОМ не получала достаточной помощи в анализе от США и Великобритании. Это было санкционировано ЮНСКОМ, американцы одолжили U-2 ЮНСКОМ, но это вызвало критику и расследование со стороны властей США. Ирак выразил протест по поводу предоставления такой информации Израилю.

#### Операция «Массовый призыв»
Начиная с декабря 1997 года с одобрения главы ЮНСКОМ Ричарда Батлера и других высших руководителей ЮНСКОМ начал снабжать британскую службу внешней разведки МИ-6 документами и брифингами о находках ЮНСКОМ, которые должны были использоваться для пропагандистской деятельности МИ-6, получившей название «Операция "Массовый призыв"».
«Ко мне обратилась британская разведывательная служба, с которой у меня, опять же, были давние отношения официального характера, чтобы узнать, нет ли в архивах ЮНСКОМ какой-либо информации, которую можно было бы передать британцам, чтобы они могли бы, в свою очередь, переработать её, определить достоверность, а затем попытаться внедрить в средства массовой информации по всему миру, пытаясь сформировать общественное мнение этих стран. А затем косвенно, — например, через отчёт, опубликованный в польской прессе, — сформировать общественное мнение в Великобритании и Соединенных Штатах», — говорил Риттер.
«Я пошел к Ричарду Батлеру с просьбой от британцев. Он сказал, что поддерживает это, и мы начали сотрудничество, которое было очень недолгим. Первые отчеты были переданы британцам где-то в феврале 1998 года. В июне 1998 года состоялось подробное совещание по планированию, а в августе 1998 года я ушел в отставку. [. . .] Это операция — „Массовый призыв“ — проводилась до того, как ЮНСКОМ попросили быть источником конкретных данных, и она продолжалась после моей отставки».
В январе 1998 года инспекционной группе Риттера в Ираке иракскими официальными лицами был заблокирован въезд на некоторые военные объекты. Иракцы заявили, что информация, полученная с этих объектов, используется для дальнейшего планирования атак. Правительство Соединенных Штатов приказало инспекторам ООН покинуть Ирак незадолго до начала операции «Пустынный лис» в декабре 1998 года. В ходе неё использовалась информация, собранная инспекторами во время миссии, с целью поражения выявленных целей и снижения боеспособности Ирака как в обычных, так и во вспомогательных военных действиях. После этого инспекторам ООН по вооружениям было отказано во въезде в Ирак.

Риттер на шоу Службы общественного вещания в программе The NewsHour с Джимом Лерером заявил:
«Я думаю, что опасность прямо сейчас заключается в том, что без эффективных инспекций, без эффективного мониторинга Ирак может за очень короткий период времени, измеряемый месяцами, воссоздать химическое и биологическое оружие, баллистические ракеты большой дальности для доставки этого оружия и даже некоторые аспекты своей программы разработки ядерного оружия».
Когда Соединенные Штаты и Совет Безопасности ООН не смогли принять меры против Ирака за упорный отказ в полной мере сотрудничать с инспекторами (нарушение резолюции 1154 Совета Безопасности Организации Объединённых Наций), Риттер ушёл из Специальной комиссии ООН 26 августа 1998 года. В своем заявлении об отставке Риттер указал, что реакция Совета Безопасности на принятое ранее в том же месяце решение Ирака приостановить сотрудничество с инспекционной группой нивелирует работу по разоружению. Позже Риттер сказал в интервью, что он ушёл с должности инспектора Организации Объединённых Наций по вооружениям из-за несоответствий между резолюцией 1154 Совета Безопасности Организации Объединённых Наций и тем, как она выполнялась.
«Расследование зашло в тупик, не было никакого реального прогресса, и для того, чтобы добиться результата, нам действительно нужно, чтобы Совет Безопасности предпринял значимые шаги и попытался обеспечить выполнение своих резолюций, которые игнорируются».
3 сентября 1998 года, через несколько дней после своей отставки, Риттер дал показания перед Комитетом Сената США по вооруженным силам и Комитетом Сената США по международным отношениям и сказал, что он ушел в отставку «из-за разочарования, что Совет Безопасности ООН и Соединенные Штаты как их самый значительный сторонник не смогли после войны в Персидском заливе обеспечить соблюдение резолюций, направленных на разоружение Ирака». Риттер сказал, что госсекретарь Мадлен К. Олбрайт якобы «заблокировала больше инспекций в 1997 году, чем Саддам Хусейн». Это обвинение Олбрайт оспорила.
Во время дачи показаний 3 сентября 1998 г. сенатор Джо Байден спросил Риттера о его позиции в отношении проверок, которые Байден раскритиковал как «политику, основанную на конфронтации». По словам журналиста-расследователя Бартона Геллмана, Байден задался вопросом, пытался ли инспектор «присвоить полномочия, чтобы решать, когда нажать на курок» военной силы против Ирака, при этом Байден заявил, что госсекретарю все же придется учитывать мнение союзников, СБ ООН и общественное мнение до любого потенциального вмешательства в Ирак. Позже Байден заявил, что это решение было «выше планки [Риттера]». По словам Геллмана, демократы в Сенате присоединились к Байдену и «усилили контратаку администрации Клинтона на Скотта Риттера», за исключением некоторых — как Джон Керри, в то время как республиканцы в Сенате «были единодушны в оценке разоблачений Риттера как чрезвычайно вредных для авторитета администрации Клинтона в отношении одного из основных направлений её внешней политики».

### The Huffington Post
С 2014 по 2017 год Риттер был колумнистом The Huffington Post.

## Мнения о политике США в отношении Ирака
После своего ухода из ЮНСКОМ Риттер продолжал откровенно комментировать политику США в отношении Ирака, особенно в отношении проблемы оружия массового уничтожения. Он стал популярным антивоенным деятелем и комментатором ток-шоу.

### Риттер и операция «Пустынный лис»
В 2005 году Риттер раскритиковал в интервью действия администрации Клинтона, использовавшей отказ в инспекции штаб-квартиры партии Баас для оправдания операции «Пустынный Лис» — трехдневной кампании бомбардировок в декабре 1998 года, в ходе которой инспекторы были отозваны из Ирака, куда они не вернулись до конца 2002 года.
«Общественное мнение таково, что иракцы вели себя конфронтационно и блокировали работу инспекторов. В 98 % случаев иракцы делали всё, о чём мы их просили, потому что это касалось разоружения. Однако, когда мы коснулись деликатных вопросов — таких, как приближение к объектам безопасности президента, иракцы подняли флаг и сказали: „Время истекло. У вас есть ЦРУ, которое пытается убить нашего президента, и мы не очень рады предоставить вам доступ к самым секретным объектам и самым важным личностям в Ираке“. И так мы согласовали условия, что если мы придем на объект, который иракцы назовут „чувствительным“, мы пойдём туда в количестве четырёх человек.
В 1998 году инспекционная группа выехала в штаб-квартиру партии Баас, — это как явиться в штаб-квартиру Республиканской или Демократической партии. Иракцы кому-то разрешили войти, а кому-то нет. Инспекторы сказали: „Условия больше не применяются“. На что был получен ответ: „Если вы не согласны с условиями, мы не можем вас впустить“, и не разрешили провести проверку.
Билл Клинтон сказал: „Это доказывает, что иракцы не сотрудничают“, и приказал инспекторам покинуть страну. Но вы знаете, что правительство Соединённых Штатов приказало инспекторам отказаться от согласованных условий, не посоветовавшись с Советом Безопасности. Это застало иракцев врасплох. Они возмущались: „Мы играем по правилам, а вы нет? Если вы не собираетесь играть по правилам, то мы не хотим в этом участвовать“. Билл Клинтон вывел инспекторов, а не Саддам».
Однако в своей книге «Финал» 1999 года Риттер объяснил, что именно он изначально настаивал на роковой проверке штаб-квартиры партии Баас из-за сомнений своего босса Ричарда Батлера, а также планировал использовать 37 инспекторов.
«Именно место, указанное в полученной информации, было бомбой. По описанию, предоставленному нашим источником, я легко опознал предполагаемое здание, располагавшееся в районе Адамия в центре Багдада. Десять ящиков с деталями ракет были спрятаны в подвале багдадской штаб-квартиры Баас — собственной партии Саддама. Если бы мы могли добиться внезапности и окружить место до того, как иракцы эвакуировали бы ящики, мы бы получили повторение „уловки-22“: впустите нас внутрь, как и обещали, и мы найдём запрещённый материал. Если запретите нам вход и нарушите компромисс Кофи Аннана, то спровоцируете разрушительный воздушный удар Соединенных Штатов. ЮНСКОМ должна была быть готова разбить лагерь вокруг этого места до тех пор, пока ситуация так или иначе не разрешится».

### Комментарий в постинспекционный период

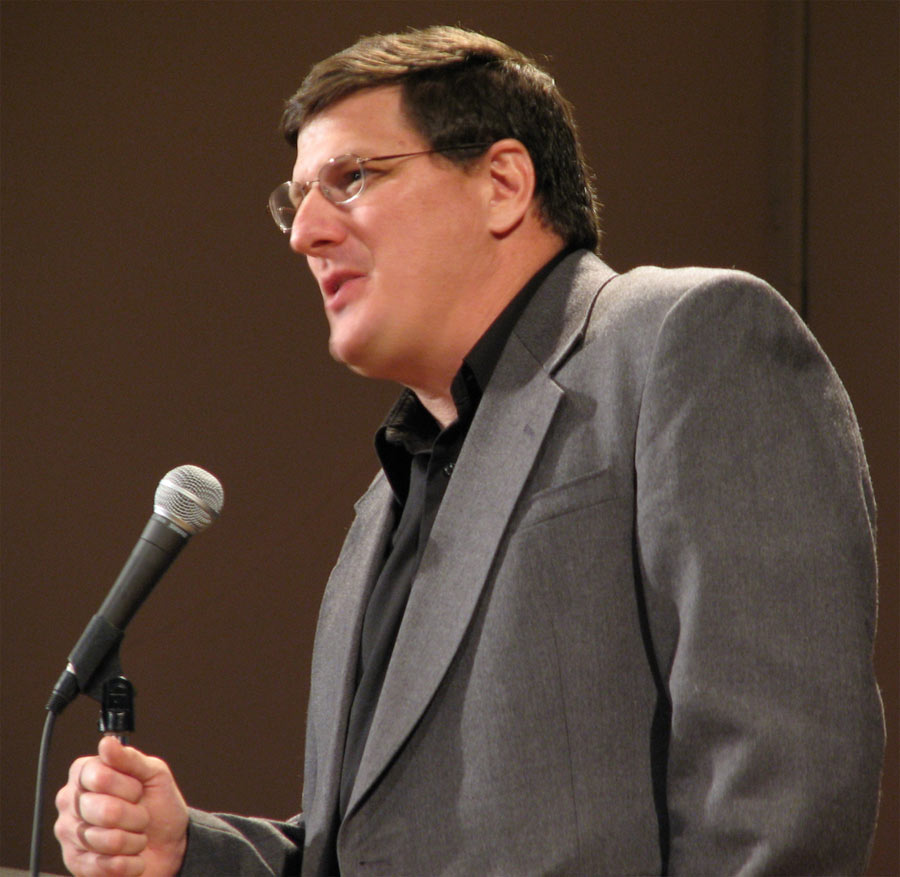
Риттер выступает в SUNY New Paltz 16 марта 2006 г.

В 1999 году была опубликована книга Риттера «Финал: решение проблемы Ирака — раз и навсегда», в которой он повторил своё утверждение о том, что Ирак препятствовал работе инспекторов и пытался спрятать и сохранить важные элементы для возобновления программ производства ОМП в более поздние сроки. Однако, он также выразил разочарование как в связи с предполагаемыми попытками Центрального разведывательного управления (ЦРУ) внедриться в ЮНСКОМ и использовать инспекторов в качестве средства сбора разведывательных данных, с помощью которых можно добиваться смены режима в Ираке, что являлось нарушением регламента ЮНСКОМ, так и обоснование для ограничения деятельности инспекторов в 1998 году, данное иракским правительством.
В заключении книги Риттер раскритиковал нынешнюю политику США по сдерживанию в отсутствие инспекций как недостаточную для того, чтобы предотвратить повторное приобретение Ираком ОМП в долгосрочной перспективе. Он также отверг идею силового свержения режима Саддама Хусейна. Вместо этого он выступал за политику дипломатического сватовства, ведущую к постепенной нормализации международных отношений с Ираком в обмен на подтверждённый инспекцией отказ от его программ создания оружия массового поражения и другой нежелательной политики.
Риттер снова продвигал примирительный подход к Ираку в документальном фильме 2000 года «В зыбучих песках: правда о ЮНСКОМ и разоружении Ирака», в котором он выступил сценаристом и продюсером. Фильм повествует об истории расследований ЮНСКОМ через интервью и видеозаписи инспекционных миссий. В фильме Риттер утверждает, что Ирак — это «тигр с вырванными клыками» и что инспекции были успешными для решения задачи уничтожения значительного иракского потенциала оружия массового уничтожения.
В 2002 году Риттер отправился в Ирак, чтобы выступить перед парламентом как частное лицо. Он заявил, что США вот-вот совершат «историческую ошибку», и призвал их разрешить возобновить проверки.

### Прогнозы войны в Ираке
Сразу после начала вторжения коалиции в Ирак, но до взятия Багдада премьер-министр Великобритании Тони Блэр заявил парламенту Соединенного Королевства, что США и Соединенное Королевство считают, что у них есть «достаточные силы» в Ираке. Риттер на португальской радиостанции TSF высказал противоположную точку зрения: «Соединённые Штаты должны будут покинуть Ирак, поджав хвост, побеждёнными. Это война, которую мы не можем выиграть. У нас нет военных средств, чтобы захватить Багдад, и по этой причине я считаю, что поражение Соединённых Штатов в этой войне неизбежно. Каждый раз, когда мы сталкиваемся с иракскими войсками, мы можем выиграть несколько тактических сражений, как мы это делали в течение десяти лет во Вьетнаме, но мы не сможем выиграть эту войну, которая, на мой взгляд, уже проиграна» .
Войска США быстро взяли Багдад, но характеристика результата как «победа в войне» остаётся спорной. Вскоре после падения Багдада Риттер появился на шоу Шона Хэннити, обсуждая законность вторжения и своё участие в программе проверки вооружения.
Начальник Риттера в ЮНИСКОМ в Ираке Ричард Батлер сказал, что тот «не был дальновиден» в своих прогнозах относительно оружия массового поражения, сказав: «Когда он был инспектор-„альфа-самец“, то, ей-богу, там было больше оружия, чем мы должны были найти — утверждение, для которого у него не было достаточных доказательств. Когда он стал пацифистом, то всё превратилось в полную ахинею, от начала до конца, и никакого ОМП у Ирака не было. И это также утверждение, для которого у него не было достаточных доказательств».

### Комментарий об отсутствии у Ирака оружия массового поражения
Несмотря на то, что он назвал себя республиканцем и проголосовал за Джорджа Буша-младшего в 2000 г., к 2002 г. Риттер стал открыто критиковать заявления администрации Буша о том, что Ирак обладает значительными запасами оружия массового поражения или производственными мощностями, перед вторжением США в Ирак в марте 2003 г. Он заявлял, что правительства США и Великобритании использовали присутствие оружия массового уничтожения в Ираке в качестве политического предлога для войны. Его взгляды в то время резюмируются в публикации 2002 года «Война в Ираке: что команда Буша не хочет, чтобы вы знали», которая в основном состоит из интервью Риттера и антивоенному активисту Уильяму Риверсу Питту. На вопрос, считает ли он, что у Ирака есть оружие массового поражения, Риттер ответил:
«Нет никаких сомнений в том, что Ирак не полностью выполнил свои обязательства по разоружению, изложенные Советом Безопасности в его резолюции. Но с другой стороны, с 1998 года Ирак был принципиально разоружен: 90-95 % иракского потенциала оружия массового поражения было ликвидировано поддающимся проверке образом… Мы должны помнить, что эти недостающие 5-10 % не обязательно представляют собой угрозу… Это фрагменты оружейной программы, которая в целом не имеет большого значения, но все же запрещена… Мы не можем дать Ираку справку о здоровье, поэтому мы не можем закрыть книгу об их ОМП. Но в то же время мы не можем резонно указывать на невыполнение Ираком требований как о сохранении де-факто запрещенного потенциала, годного для ведения войны (стр. 28).
Мы уничтожили ядерную программу, и для её воссоздания Ираку потребовались бы действия, которые были бы быстро выявлены разведывательными службами (стр. 32).
Если бы Ирак производил [химическое] оружие сегодня, мы имели бы достоверные, чистые и простые доказательства (стр. 37).
По состоянию на декабрь 1998 г. у нас не было доказательств того, что Ирак сохранил биологическое оружие или что работал над ним. На самом деле, у нас было достаточно доказательств того, что Ирак соблюдает требования (стр. 46)».
В 2002 году он подверг резкой критике администрацию Буша и средства массовой информации за использование показаний предполагаемого ученого-ядерщика Хидира Хамзы в качестве обоснования вторжения в Ирак:
"Мы изъяли всю документацию по иракской ядерной программе, особенно административную. У нас есть имена всех, кто работал, и первым в списке Саддамовским «изготовителей бомбы» был человек по имени Джафар Зия Джафар, а не Хидир Хамза, и если вы пойдете вниз по списку старшего административного персонала, вы вообще не найдете там имени Хамзы. В 1990 году он не работал в иракской ядерной программе. Он ничего об этом не знал, потому что работал специалистом по откатам у Хусейна Камеля в президентском дворце.
Он отправился в северный Ирак и встретился с Ахмадом Чалаби, представившись как разработчик «бомбы» Саддама. ЦРУ сразу разоблачили его, и его отпустили, его отвергли все спецслужбы того времени, поскольку он мошенник.
И вот пожалуйста: тот, кто, как известно ЦРУ и правительству США, является мошенником, сидит перед комитетом Сената США по международным отношениям и дает показания в качестве свидетеля-эксперта. У меня с этим проблемы, у меня проблемы с американскими СМИ, и я снова и снова говорил им, что этот человек — документально подтвержденный мошенник, фальшивка, и тем не менее они позволяют ему выступать на CNN, MSNBC, CNBC и свидетельствовать так, как будто он действительно знает, о чём говорит.

### Более поздние заявления по Ираку
В феврале 2005 года на веб-сайте «Аль-Джазиры» Риттер написал, что «иракское сопротивление» является «подлинным массовым национально-освободительным движением» и что «история в конечном итоге покажет законность усилий иракского сопротивления по дестабилизации и разгрому американских оккупационных сил и навязанного ими иракского коллаборационистского правительства». 20 декабря 2005 г. в дебатах с Кристофером Хитченсом в Tarrytown Music Hall в Тарритауне, штат Нью-Йорк, Риттер заявил, что «предпочёл бы быть иракцем при Саддаме, чем в условиях жестокой американской оккупации».

В интервью Сеймуру Хершу 19 октября 2005 г. Риттер указал, что главной целью президента Джорджа Буша-старшего, а затем президента Клинтона и президента Буша-младшего при наложении и сохранении экономических санкций против Ирака после войны в Персидском заливе была смена режима, а не разоружение.
«Соединённым Штатам нужно было средство, чтобы продолжать сдерживать Саддама, потому что ЦРУ заявило, что всё, что нам нужно сделать — подождать шесть месяцев, и Саддам рухнет сам. Таким средством были санкции. Им нужно было оправдание; оправданием сделали разоружение. Они разработали резолюцию Совета Безопасности ООН, которая в главе 7 призывала к разоружению Ирака и заявляла в параграфе 14, что, если Ирак подчинится, санкции будут сняты. Через несколько месяцев после принятия этой разработанной США резолюции президент Джордж Герберт Уокер Буш и его государственный секретарь Джеймс Бейкер заявляют — не в частном порядке, а публично — что даже если Ирак выполнит свое обязательство по разоружению, экономические санкции будут сохраняться до тех пор, пока Саддам Хусейн не будет отстранен от власти.
Это убедительное доказательство того, что разоружение было полезным только в той мере, в какой оно ограничивало возможности лидера через сохранение санкций и способствовало смене режима. Речь никогда не шла о разоружении, никогда не шла об избавлении от оружия массового поражения. Это началось с Джорджа Герберта Уокера Буша, и эта политика продолжалась в течение восьми лет президентства Клинтона, а затем привела нас к нынешнему катастрофическому курсу действий при нынешней администрации Буша».

Риттер также резко критиковал Билла Клинтона за политизацию процесса инспекций во время его президентства и Хиллари Клинтон за запутывание этого вопроса.
"С января 1993 года и до моего ухода из Организации Объединённых Наций в августе 1998 года я лично был свидетелем двуличной политики администрации Билла Клинтона в отношении Ирака. Президент таким образом лгал американскому народу об угрозе, которая, как он знал, была раздутой и лживой, Конгрессу лгал о своей поддержке процесса разоружения, которого его администрация на деле не хотела, лгал миру об американских намерениях, которые на деле повернулись спиной к многосторонней дипломатии. Хиллари Клинтон ссылалась в своих речах на благочестивые резолюции Совета Безопасности и вместо этого проводила политику по отстранению Саддама Хусейна от власти, определяемую односторонними интересами администрации Клинтона.
В 2012 году Риттер заявил, что США «обанкротились в моральном и финансовом плане из-за этой войны. Соединенные Штаты являются посмешищем всего мира».

## Мнения о политике США в отношении Ирана
18 февраля 2005 года Риттер сообщил аудитории в Олимпии, штат Вашингтон, что Джордж Буш дал согласие на подготовку к бомбардировке иранских ядерных объектов, которая будет завершена к июню 2005 года. По тому же поводу он также сослался на выборы в Ираке, заявив, что Соединённые Штаты манипулировали парламентскими выборами 2005 года, изменив процент голосов Объединённого иракского альянса с 56 % до 48 %.
Риттер повторил и разъяснил свои заявления об Иране в статье от 30 марта, опубликованной «Аль-Джазирой».
В статье от 20 июня 2005 года, опубликованной «Аль-Джазирой», Риттер отметил, что войне в Ираке, которая официально началась в марте 2003 года, на самом деле предшествовали военные операции, санкционированные президентом в конце августа 2002 года и проведенные в сентябре 2002 года, Риттер резюмировал: «Реальность такова, что война США с Ираном уже началась».
Хотя в июне 2005 года США не наносили ударов с воздуха по Ирану, 12 июня 2005 года в юго-западном городе Ахваз произошли взрывы бомб. Некоторые считают, что нападения были совершены моджахедами-э-халк (MEK, также известными как «Народные моджахеды Ирана»). Риттер, а также другие источники утверждали, что деятельность этой организации поддерживали Соединённые Штаты после вторжения в Ирак, чтобы продолжать тайные операции в Иране.
6 февраля 2006 г. в Театре Джеймса А. Литтла в Санта-Фе Риттер заявил о войне США с Ираном: «Мы просто не знаем, когда, но это произойдет», и добавил: после того, как Совет Безопасности ООН не найдет никаких доказательств наличия оружия массового поражения в этой стране, заместитель госсекретаря Джон Болтон «выступит с уже написанной речью, утверждая, что Америка не может позволить Ирану угрожать Соединённым Штатам, и мы должны в одностороннем порядке защищать себя». И продолжил: «Откуда я это знаю? Я разговаривал со спичрайтером Болтона».
В интервью Эми Гудман в эфире программы «Демократия сейчас!» 16 октября 2006 года Риттер снова подтвердил состояние необъявленной войны США против Ирана.

## Мнения о политике США в отношении Сирии
В 2019 году Риттер написал, что «президент Трамп и все кандидаты в президенты от Демократической партии», за исключением Талси Габбард, «не проявили ни малейшего интеллектуального любопытства к тому, что на самом деле произошло в Думе и Хан-Шейхуне».
Что касается химической атаки в Думе, Риттер сказал, что Трамп поспешил с её осуждением и что утверждения, на которые он опирался — 1) было использовано нервно-паралитическое вещество зарин и 2) сирийские военные сбрасывали цистерны с хлором — «были в значительной степени опровергнуты». О последнем Риттер написал в The American Conservative, что резервуары с хлором были «вручную размещены на месте происшествия силами оппозиции».
Риттер заявил, что утверждения Организации по запрещению химического оружия (ОЗХО) относительно химической атаки в Хан-Шейхуне следует рассматривать как «фабрикацию» и «фальшивый флаг», полностью основанные на доказательствах, предоставленных Фронтом «Ан-Нусра», «Белыми касками» и Сирийско-американским медицинским обществом (SAMS). Он поддержал заявление журналиста Габбарда о том, что есть «доказательства того, что атаки могли быть организованы силами оппозиции с целью втянуть Соединенные Штаты и Запад в более глубокую войну», и заключил, что атаки на Габбарда в отношении Сирии свидетельствуют о «низкой планке, до которой опустилась сегодня американская журналистика».

## Мнение о вторжении России на Украину
В апреле 2022 года аккаунт Риттера в Твиттере был приостановлен после того, как он опубликовал твит, в котором утверждал, что убийства в Буче были совершены украинской полицией. Mеждународная правозащитная организация Human Rights Watch нашла доказательства того, что предполагаемые военные преступления в Буче совершили российские военные.
В июле 2022 года Риттер высказал мнение, что поставляемые Украине системы HIMARS не способны повлиять на исход войны: «Да, можно будет убить больше русских. И на этом всё. Они удержат захваченные территории».
5 января 2024 года Риттер посетил Чечню, выступил перед выстроившимися войсками.

## Документальный фильм «В зыбучих песках»
Документальный фильм Риттера «В зыбучих песках» вышел в 2001 году. В нём утверждалось, что Ирак не обладает оружием массового поражения, благодаря контролю программы инспекций ООН. По данным The Washington Times, документальный фильм Риттера частично финансировался иракским американским бизнесменом Шакиром аль-Хафаджи (Аль-Хафаджи в 2004 году признавал себя виновным в уголовных преступлениях за участие в скандале из-за программы ООН «Нефть в обмен на продовольствие»). В Financial Times Риттер отрицал какое-либо сотрудничество с Аль-Хафаджи.

## Аресты и осуждение за сексуальные преступления
В 2001 году Риттер стал мишенью двух спецопераций правоохранительных органов. В июне 2001 года ему предъявили обвинение в попытке организовать встречу с полицейским под прикрытием, выдававшим себя за 16-летнюю девушку. Ему предъявили обвинение в мелком преступлении, а именно «попытке создать угрозу благополучию ребёнка». По истечении шести месяцев испытательного срока обвинение было снято, протокол закрыт. В начале 2003 года эта информация была обнародована; Риттер заявил, что это было сделано специально, чтобы заглушить его противостояние стремлению администрации Буша к войне с Ираком.
В ноябре 2009 года Риттер был арестован за общение в интернет-чате с полицейской приманкой, выдававшей себя за 15-летнюю девочку. Риттер мастурбировал перед веб-камерой после того, как офицер сказала, что является 15-летней девочкой. Во время суда Риттер заявил, что был убеждён, что общается со взрослой женщиной, разыгрывающей свои сексуальные фантазии. Он также отметил, что по правилам этого секс-чата, в нём могли участвовать только совершеннолетние. В следующем месяце Риттер отказался от права на предварительное слушание и был освобождён под необеспеченный залог в размере 25 000 долларов. Обвинения включали «незаконный контакт с несовершеннолетней, преступное использование средств связи, развращение несовершеннолетних, непристойное обнажение, владение орудиями преступления, покушение на преступление и подстрекательство к преступлению». Риттер отклонил сделку о признании вины и был признан виновным по всем пунктам, кроме попытки покушения на преступление. Оглашение вердикта состоялось 14 апреля 2011 года в зале суда округа Монро, штат Пенсильвания. В октябре 2011 года Риттера приговорили к лишению свободы на срок от 1,5 до 5,5 лет. В марте 2012 года для отбывания срока его отправили в государственную тюрьму Лорел Хайлендс в округе Сомерсет штата Пенсильвания. Риттера освободили условно-досрочно в сентябре 2014 года.

## Рейд ФБР
7 августа 2024 г. ФБР произвела обыск в доме Скотта и изъяли все электронные носители, также были изъяты для дальнейшего расследования бумажные документы, хотя в ордере значились только электронные носители.

## Оценка
В статье для The New York Times Мэтт Бал сказал, что Риттер был прав в том, что оружие массового поражения было предлогом для начала войны в Ираке, и что последствия войны могут быть катастрофическими. Бал охарактеризовал Риттера как «самого решительного инакомыслящего, обладающего наибольшим объёмом оперативной информации» о ситуации в Ираке до войны. Он написал, что отказ Риттера «принять за чистую монету» сфабрикованные данные об иракском ОМП «вызовет дискомфорт» у тех, кто «настаивал на смертельном исходе для Хусейна», а затем использовал сфабрикованные данные как оправдание своей неправоты.
Сеймур Херш, сблизившийся с Риттером в 1990-х годах и выступавший в качестве свидетеля на суде над ним в апреле 2011 года, сказал, что Риттер «понимает арабский мир так, как мало кто из западных людей, которых я знаю, понимает. Вы не представляете, насколько он умён».

## Сочинения
- Скотт Риттер. Гонка разоружения. — М.: Комсомольская правда, 2023. — 432 с. — ISBN 978-5-4470-0638-9.